# Kościół św. Wawrzyńca w Olsztynie
Kościół św. Wawrzyńca w Olsztynie – drugi najstarszy kościół w mieście. Wybudowany został pod koniec XIV wieku w ówczesnej wsi Gutkowo, będącej dziś dzielnicą Olsztyna. Jego patronem jest św. Wawrzyniec z Rzymu. Konsekracji dokonał w dniu 26 kwietnia 1500 r. sufragan warmiński Jan Wilde. Pierwotnie był kościołem filialnym olsztyńskiej parafii św. Jakuba. 

## Opis
Kościół wybudowany został w stylu późnogotyckim z cegły o polskim wiązaniu, na granitowym fundamencie. Jego wnętrza zdobi późnobarokowe wyposażenie.  
Głównym elementem konstrukcji ścian wewnętrznych są ostrołukowe wnęki. Uwagę zwiedzających przykuwa umieszczony na zewnętrznej ścianie północnej terakotowy fryz, bogaty w plastyczne motywy 10 popiersi kobiecych w arkadach oraz wici roślinnej (prawdopodobnie przedstawienie Panien Mądrych z przypowieści ewangelicznej). 

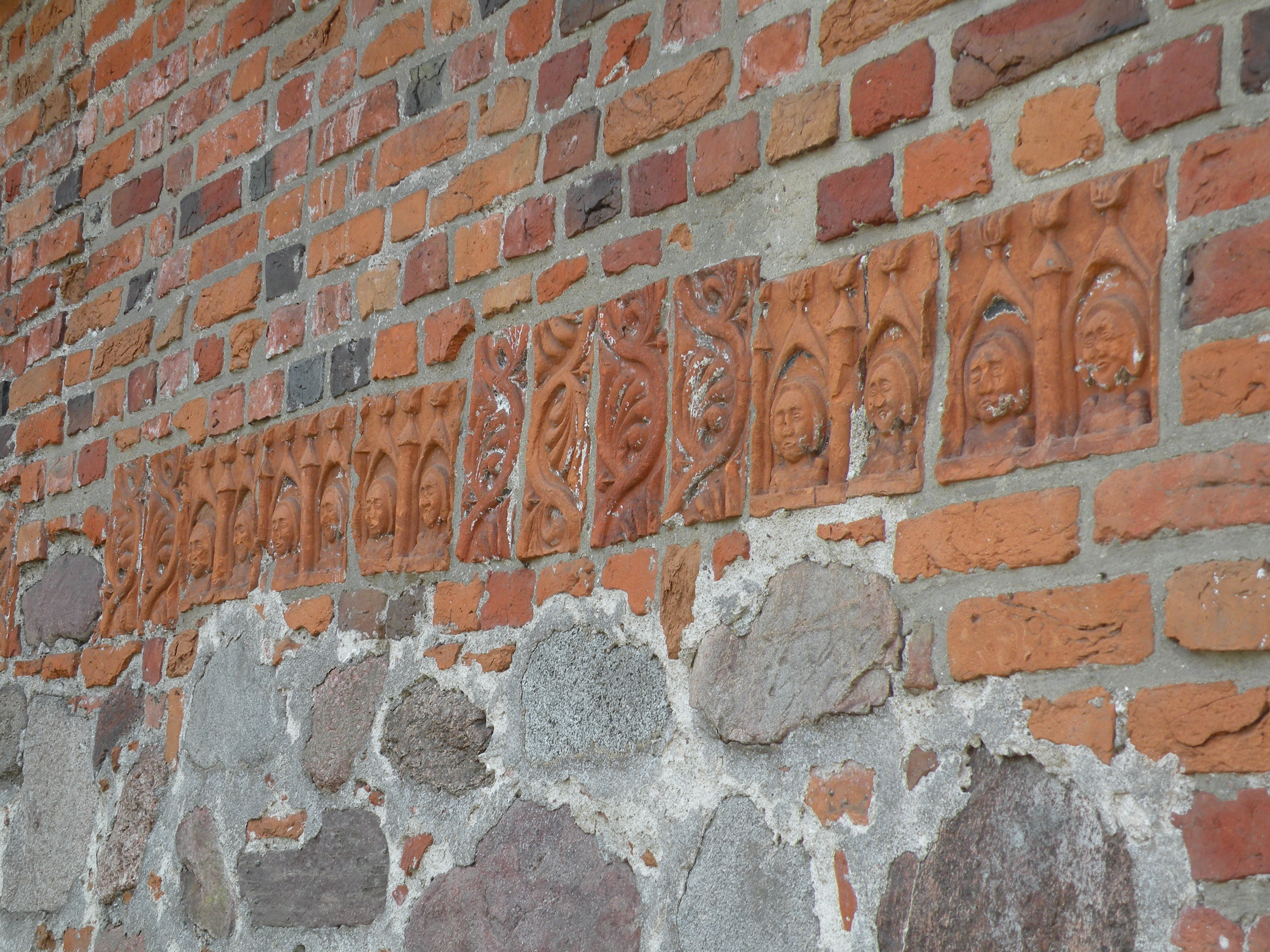
Terakotowy fryz z przedstawieniem dziesięciu Panien Mądrych.

Z zachodniej strony wieża, w dolnej części gotycka, murowana z użyciem polnych kamieni. W górnej części drewniana, o konstrukcji słupowej, z 1778 r. Na dachu chorągiewka z postacią św. Wawrzyńca. W nawie strop drewniany. Wyposażenie późnobarokowe, ołtarz główny z ok. 1780 r. z obrazem przedstawiającym św. Wawrzyńca.  Ołtarze boczne z początku XVIII w.

## Historia
Niektórzy historycy uważają, że świątynia w Gutkowie to najstarszy olsztyński kościół. Z opisu zabytku, który przygotowała Joanna Derewońko-Milewicz, wynika, że powstał w latach 1375–1400. Długi czas służył duszpasterstwu trędowatych, którym nie wolno było wejść w obręb murów miejskich. Z tego czasu zachował się nawet ślad po okienku w murze, przez które podawano chorym komunię. 
3 lutego 1807 roku z kościelnej wieży w Gutkowie cesarz Napoleon Bonaparte dokonał obserwacji terenu przed bitwą pod Olsztynem.

## Odkrycia konserwatorskie
We wrześniu 2007 r. rozpoczęły się badania konserwatorskie prowadzone pod kierunkiem Justyny Dzieciątkowskiej. Okazało się, że pod współczesnym tynkiem kryją się średniowieczne malowidła. Jest to sensacyjne znalezisko przede wszystkim dlatego, że zachował się cały układ dekoracji, nie tylko w okolicy ołtarza, ale i w bocznych częściach kościoła.
Malowidła pochodzą prawdopodobnie z wczesnego gotyku, bo znajdują się na tynku z tego okresu. Wskazuje na to także prostota dekoracji i sposób malowania: czarny kontur, płaskie wypełnienie i charakterystyczne kolory: czerwień, zieleń, oranż. W dwóch blendach, czyli ślepych wnękach w kształcie okna, które znajdują się koło ołtarza, konserwatorzy odkryli zarysy postaci świętego w zielono-czerwonej szacie – można nawet dostrzec aureolę, wyraźnie widać też dłoń trzymającą laskę. W tym okresie często biblijne treści przekazywano w formie malarskiej. Dla gotyku charakterystyczne było przedstawienie po jednej stronie nieba po drugiej piekła, a w środku wizerunku Boga. Prawdopodobnie malowidło jest także na środkowej blendzie, którą zakrywa teraz barokowy ołtarz.
Kolorowe obramowania pochodzące ze średniowiecza znajdują się także dookoła bocznych wnęk. Obrazy zachowały się w niezłym stanie, choć w niektórych miejscach zostały uszkodzone podczas kładzenia instalacji elektrycznej i skuwania tynku.
Według opinii Barbary Zalewskiej, wojewódzkiego konserwatora zabytków w Olsztynie, malowidła odkryte w Gutkowie są niezwykle cenne – nawet olsztyńska katedra nie ma takich. Wyraźnie widać, że są to przedstawienia figuratywne, być może anioły. Na terenie Warmii tylko w kilku kościołach coś takiego się zachowało, a i tak w stanie szczątkowym.
Archeolodzy, by zbadać przyczynę spękań w murze, zrobili wykop przy ścianie świątyni i natknęli się na bardzo dobrze zachowany pochówek. Prawdopodobnie została tam pogrzebana kobieta. Po poszerzeniu wykopu będzie można zobaczyć, w co była ubrana i określić, kiedy zmarła.

## Otoczenie
Na cmentarzu przykościelnym pochowany jest poeta Alojzy Śliwa, znajduje się tam również pomnik upamiętniający poległych w I wojnie światowej mieszkańców okolicznych wsi.

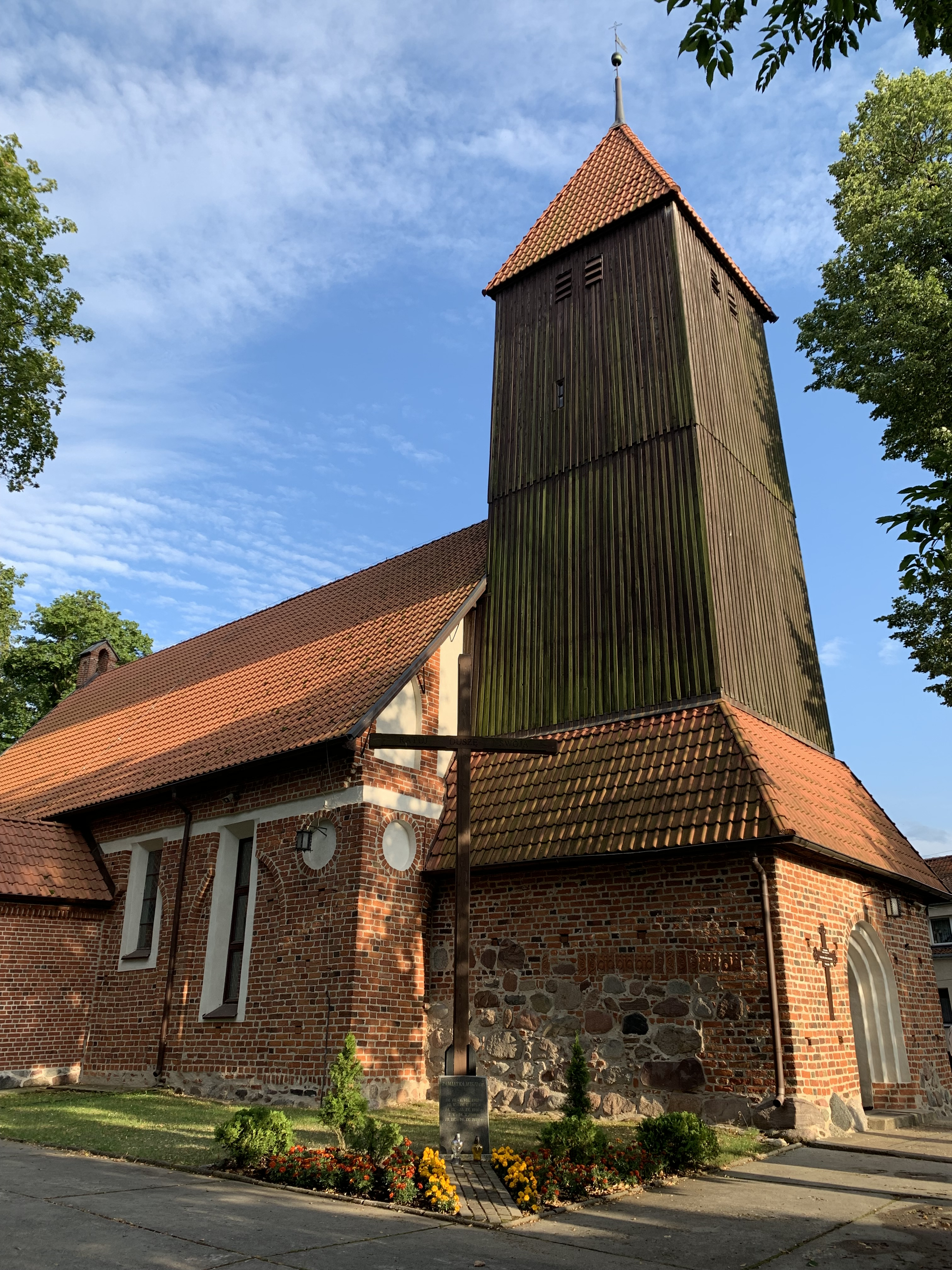
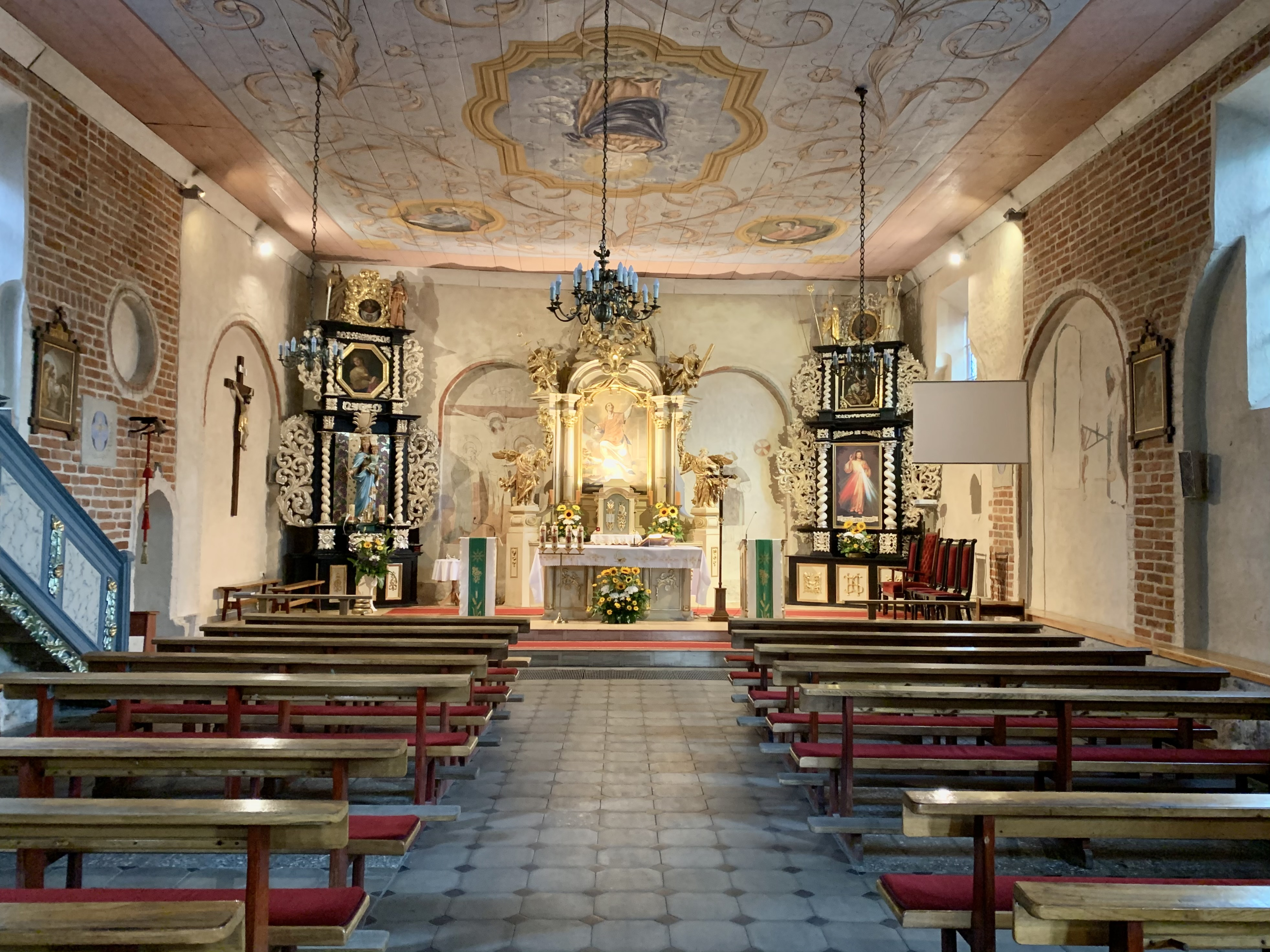